# Palmasola (municipalité)
Pour les articles homonymes, voir Palmasola.
Palmasola est l'une des 25 municipalités de l'État de Falcón au Venezuela. Son chef-lieu est Palmasola. En 2011, la population s'élève à 7 077 habitants.

## Géographie

### Subdivisions
Selon l'Institut national de statistique et contrairement à la plupart des municipalités du pays, la municipalité de Palmasola ne comporte aucune paroisse civile.